# Norge vid världsmästerskapen i simsport 2022
Norge tävlade vid världsmästerskapen i simsport 2022 i Budapest i Ungern mellan den 17 juni och 3 juli 2022. Norge hade en trupp på fem idrottare.

## Simhopp
Norges simhopplag bestod av 2 idrottare (2 kvinnor).
Damer
| Idrottare      | Gren     | Försöksheat | Försöksheat | Semifinal        | Semifinal        | Final            | Final            |
| Idrottare      | Gren     | Poäng       | Placering   | Poäng            | Placering        | Poäng            | Placering        |
| -------------- | -------- | ----------- | ----------- | ---------------- | ---------------- | ---------------- | ---------------- |
| Caroline Kupka | 1 meter  | 161,80      | 44          | i.u.             | i.u.             | Gick inte vidare | Gick inte vidare |
| Caroline Kupka | 3 meter  | Drog sig ur | Drog sig ur | Gick inte vidare | Gick inte vidare | Gick inte vidare | Gick inte vidare |
| Helle Tuxen    | 1 meter  | 189,55      | 38          | i.u.             | i.u.             | Gick inte vidare | Gick inte vidare |
| Helle Tuxen    | 3 meter  | 234,75      | 26          | Gick inte vidare | Gick inte vidare | Gick inte vidare | Gick inte vidare |
| Helle Tuxen    | 10 meter | 214,75      | 29          | Gick inte vidare | Gick inte vidare | Gick inte vidare | Gick inte vidare |

## Simning
Norges simlag bestod av tre idrottare.
Herrar
| Idrottare                   | Gren           | Heat     | Heat      | Semifinal        | Semifinal        | Final            | Final            |
| Idrottare                   | Gren           | Tid      | Placering | Tid              | Placering        | Tid              | Placering        |
| --------------------------- | -------------- | -------- | --------- | ---------------- | ---------------- | ---------------- | ---------------- |
| Henrik Christiansen         | 400 m frisim   | 3.50,18  | 18        | i.u.             | i.u.             | Gick inte vidare | Gick inte vidare |
| Henrik Christiansen         | 800 m frisim   | 7.50,98  | 11        | i.u.             | i.u.             | Gick inte vidare | Gick inte vidare |
| Henrik Christiansen         | 1 500 m frisim | 15.09,53 | 13        | i.u.             | i.u.             | Gick inte vidare | Gick inte vidare |
| André Klippenberg Grindheim | 50 m bröstsim  | 27,90    | 21        | Gick inte vidare | Gick inte vidare | Gick inte vidare | Gick inte vidare |
| André Klippenberg Grindheim | 100 m bröstsim | 1.01,99  | 30        | Gick inte vidare | Gick inte vidare | Gick inte vidare | Gick inte vidare |
| André Klippenberg Grindheim | 200 m bröstsim | 0DNS0    | 0DNS0     | Gick inte vidare | Gick inte vidare | Gick inte vidare | Gick inte vidare |
| Nicholas Lia                | 50 m frisim    | 22,26    | 20        | Gick inte vidare | Gick inte vidare | Gick inte vidare | Gick inte vidare |
| Nicholas Lia                | 100 m frisim   | 49,83    | 37        | Gick inte vidare | Gick inte vidare | Gick inte vidare | Gick inte vidare |
| Nicholas Lia                | 50 m fjärilsim | 23,62    | =21       | Gick inte vidare | Gick inte vidare | Gick inte vidare | Gick inte vidare |